# Леопольд Феллерер
Леопольд «Польді» Феллерер (нім. Leopold Fellerer, 7 червня 1919 — 16 липня 1968) — ас нічного винищувача Люфтваффе, нагороджений Лицарським хрестом Залізного хреста під час Другої світової війни. Лицарський хрест Залізного хреста нагороджувався за надзвичайну хоробрість на полі бою або успішне військове керівництво.

## Раннє життя та кар'єра
Феллерер, син Бімтера, народився 7 червня 1919 року у Відні, Австрія. У 1937 році він подав заявку на службу в австрійських військово-повітряних силах, але йому було відмовлено, і він приєднався до армії, де служив у піхотному полку 3. Після аншлюсу, анексії Австрії нацистською Німеччиною 12 березня 1938 року, Феллерер подав заяву на службу в Люфтваффе і знову отримав відмову. Будучи членом Infanterieregiment 131, піхотного полку 44-ї піхотної дивізії, він брав участь в анексії Судетської області.
У листопаді 1938 року, після двох додаткових заяв, його прийняли на льотну підготовку. Він був обраний пілотом бомбардувальника та завершив навчання в Kampffliegerschule (школа бойових пілотів). У квітні 1940 року Феллерер отримав звання лейтенанта (другий лейтенант) і відправлений до Kampffliegerschule-Ergänzungsgruppe, додаткового навчального підрозділу для пілотів бомбардувальників.

## Друга світова війна

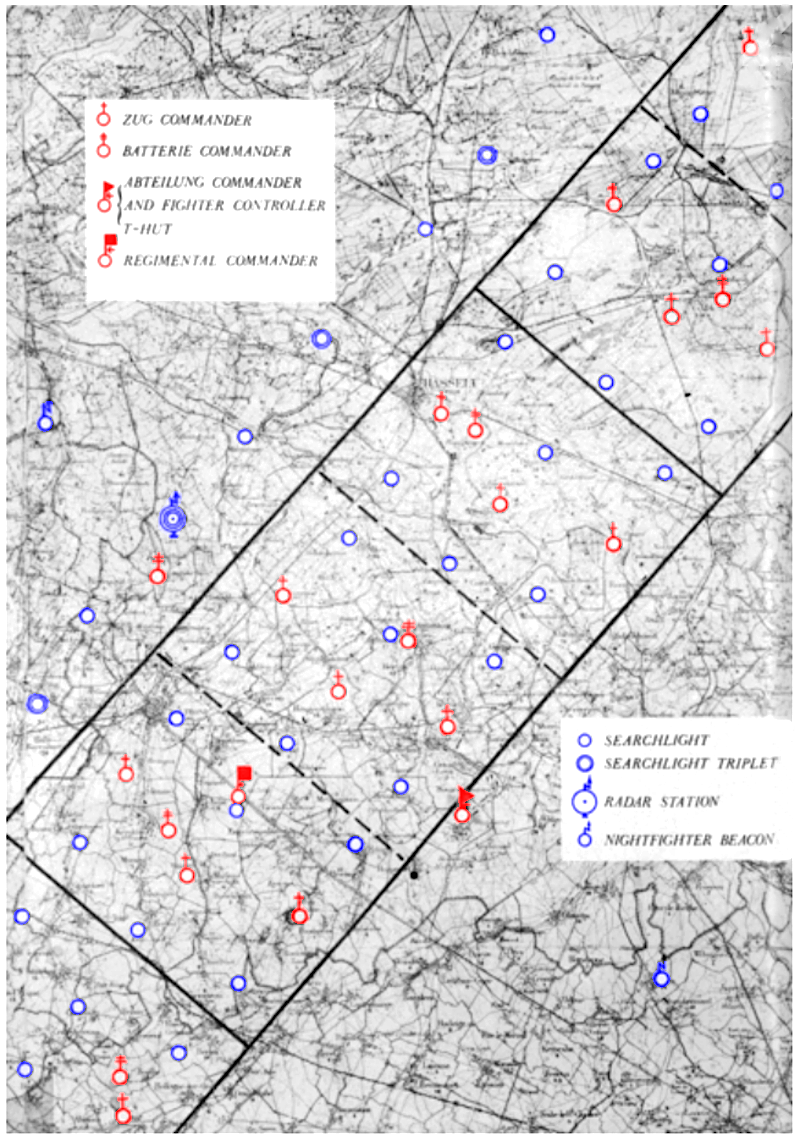
Карта частини лінії Каммхубера. Показано «пояс» і «коробки» нічного бійця.

Після повітряної битви за Гельголендську затоку 1939 року бомбардування Королівських ВПС (RAF) перейшло під покров темряви, поклавши початок кампанії «Захист Рейху». До середини 1940 року генерал-майор (бригадний генерал) Йозеф Каммгубер створив систему нічної протиповітряної оборони, яка отримала назву «Лінія Каммхубера». Він складався з ряду секторів управління, обладнаних радарами та прожекторами, а також відповідного нічного винищувача. Кожен сектор, який називався Himmelbett (ліжко з балдахіном), направляв нічний винищувач у зону видимості з цільовими бомбардувальниками. У 1941 році Люфтваффе почало оснащувати нічні винищувачі бортовими радарами, такими як РЛС Ліхтенштейн. Цей бортовий радар не увійшов у загальне використання до початку 1942 року.

### Нічні бої
Феллерер був призначений до II. Gruppe (2-га група) Nachtjagdgeschwader 1 (NJG 1—1-е крило нічних винищувачів) як технічний офіцер. 11 лютого 1941 року він здобув свою першу перемогу на бомбардувальнику Handley Page Hampden X3001 ескадрильї № 49 на північ від Алкмара. У червні 1941 року він був переведений до 4. Staffel NJG 1. 16 червня його Messerschmitt Bf 110 D-0 "G9+DM" був уражений захисним вогнем з W5447 Vickers Wellington W5447 Королівських ВПС з 218-ї ескадрильї. Бій відбувся над Північним морем на захід від Ден-Хелдера. Феллерер і його радист оберфельдфебель Хайнц Хетшер повернулися на аеродром Бергена.
10 жовтня 1942 року Феллерер був призначений Staffelkapitän (командир ескадрильї) 3. Staffel NJG 1. Через перепрофілювання ця ескадрилья стала 5. Staffel Nachtjagdgeschwader 5 (NJG 5—5-та нічна винищувальна ескадра) 1 грудня 1942 року. Підвищений до гауптмана, Феллерер став Gruppenkommandeur (командувачем групи) II. Група NJG 5 у лютому 1944 року. За цей період Феллерер підняв свій рахунок до 18 перемог.
У січні 1944 року Феллерер заявляв про два важких бомбардувальники Повітряних сил США (USAAF) вдень: Consolidated B-24 Liberator 4 січня та Boeing B-17 Flying Fortress 11 січня. У ніч з 20 на 21 січня 1944 року він забрав п'ять бомбардувальників Королівських ВПС (RAF). Потім 5 лютого 1944 року він був нагороджений Німецьким золотим хрестом (Deutsches Kreuz in Gold).
Після 34 перемог гауптман Феллерер був нагороджений Лицарським хрестом Залізного хреста (Ritterkreuz des Eisernen Kreuzes) 8 квітня 1944 р. 10 травня 1944 р. II. Група NJG 5 стала III. Gruppe Nachtjagdgeschwader 6 (NJG 6— 6-та нічна винищувальна ескадра), яка продовжувала лідирувати.
Протягом серпня–жовтня 1944 року Феллерер і III./NJG 6 також брали участь у операціях протидії операціям постачання з Італії до повстання Польської Армії Крайової у Варшаві. За цей час він заволодів двома Douglas DC-3 і двома Liberators, а його остання перемога в повітрі відбулася в жовтні 1944 року.

У 450 місіях Леопольд Феллерер здобув 41 перемогу в повітрі, 39 з них вночі. 32 були чотиримоторними важкими бомбардувальниками.

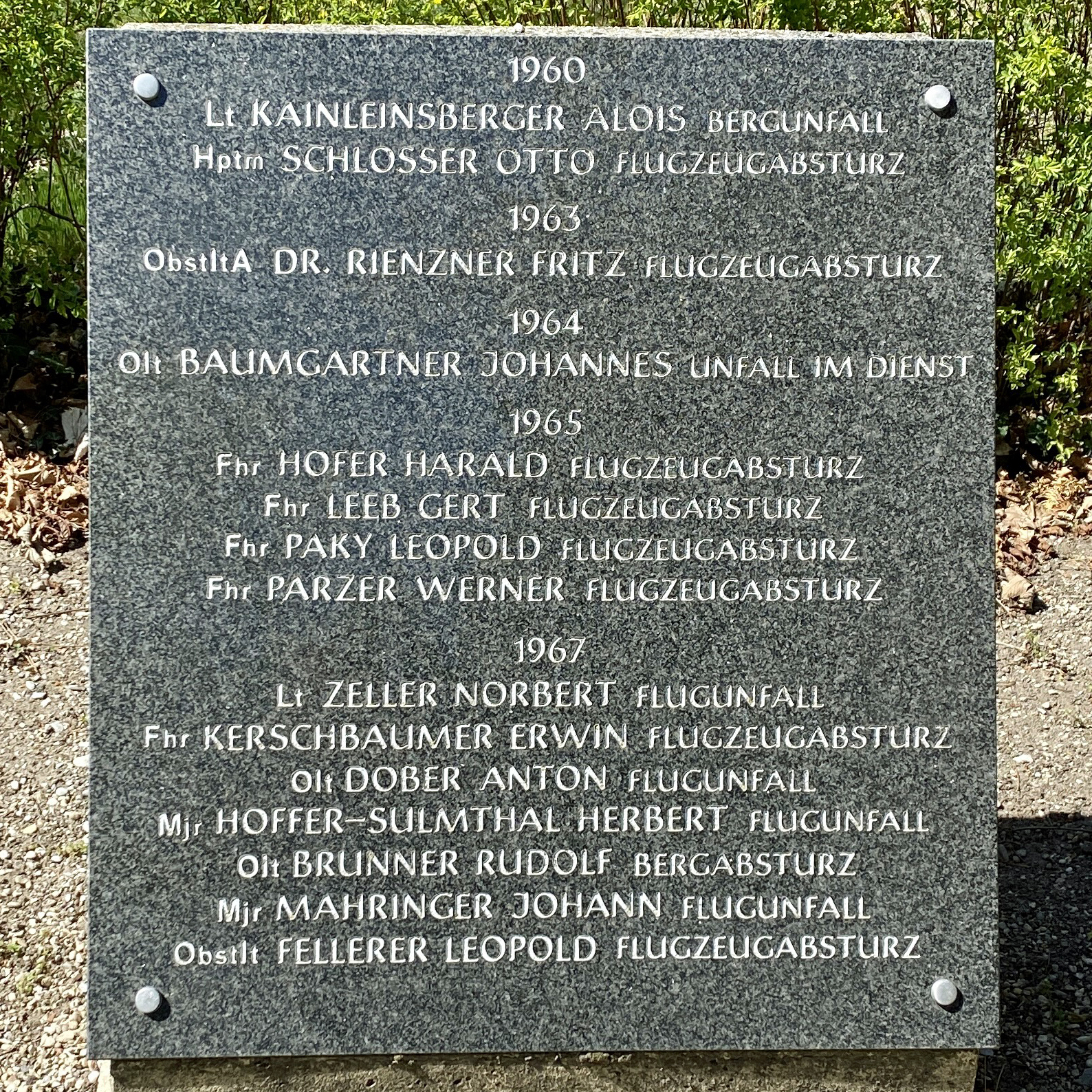
Пам'ятна дошка офіцерам Другої Австрійської Республіки, які загинули під час виконання службових обов'язків

## Подальше життя
Протягом 1950-х років він служив у австрійських ВПС, став командиром авіабази Лангенлебарн у Тулні на Дунаї, пішов у відставку в чині оберстлейтенанта. Леопольд Феллерер загинув 15 липня 1968 року в авіакатастрофі, коли його Cessna L-19 впав поблизу Кремса.

## Нагороди
- Значок авіатора
- Передня золота застібка Люфтваффе
- Залізний хрест (1939) 2-го та 1-го ступеня
- Почесний кубок Люфтваффе (Ehrenpokal der Luftwaffe) 16 листопада 1942 року як оберлейтенант і пілот[11]
- Німецький золотий хрест 5 лютого 1944 року як гауптман у 5./Nachtjagdgeschwader 5[12]
- Лицарський хрест Залізного хреста 8 квітня 1944 року як гауптман і групенкомандувач II./Nachtjagdgeschwader 5[13][14]